# Путујући страни лекари у Србији
Путујући страни лекари у Србији или калојатри („добри лекари“) и хећими, била је посебна сталешка група медицинара који су поред српских видара, због својих умећа у народу су били јако цењени. Иако су најчешће то били самоуки лекари Грци, који су говорили да потичу из Епира,[31] а хећими [a] су били Турски лекари, међу којима је било и, лекар у турској војсци, међу њима је било и школованих лекара који су у Србију долазили из Аустроугарске или Дубровника. Иако се доласком Османлија у Србији све мењало у медицини, увек је био и по неки лекар, Грк, Јерменин, Турчин, Француз, који је циљано дошао или залута у Србију, задржао се у њој извесно време, па у њој и умро или наставио даље.

## Историја
Болесне чланове својих породица виђенији Срби су у 19. веку слали у Земун на лечење, а и лекари пречани прелазили су у Београд. Међу најранијим сведочанствима о лечењу рањених српских бораца у суседној Аустрији је документ о лечењу Карађорђевог војводе Цинцар Јанка Поповића у Земуну од рана задобијених у бици на Мишару (1806). Лечио га је контумацки хирург Endrödy. Војвода је морао да напусти Земун пре излечења из страха да не буде ухапшен.
По завршетку другог српског устанка, школовани лекари су почели да долазе у Србију неколико година касније, када се отпочело са организовањем упоредне српске власти. Међу првим лекарима у Србију су дошли др Антонио Мавромат 1819. из Букурешта, а затим др Камбер из Новог Сада. За управника првог карантина на граници кнез Милан је постављи др Минаса који ће 1823. лечити и његове чланове породице. Затим долазе др Валкони, др Фидлер, др Бирг, др Будаија, др Шлезингер и др Панајот Папакостопулос који су били свршени доктори медицине.
Београдски везир би у случају болести позивао директора земунског контумаца др Минаса, а чинили су то касније и кнез Милош и његова браћа. Пошто их нису задовољавали услови живота и рада брзо су напуштали посао и врло често мењали места боравка кружећи између Крагујевца, Београда и Шапца, и тако постали путујући лекари странц, који се се устручавали да дођу у Србију илу су постављали неоствариве услове да не би дошли.

Међу првим путујућим „лекарима“ у Србији био је Нићифор Нинковић, који је дошао устаничких година, негде око 1807. године, из Срема у Београд, да као и многи пре и после њега помогне борбу Србије за ослобођење. Учествовао је у биткама, па и у две веће, на Јавору и Делиграду, и радио као писар код Карађорђевих кнежева. Овај „бербербаа, доктор и хирург“, како је сам себе називао, био је писац једног од најинтересантнијих дела српске мемоарске литературе – „Жизниописанија моја“. Како је убрзо по доласку у Србију био разочаран насилништвом, примитивизмом и самовољом устаничких војвода. Отишао је преко Влашке у Цариград, где је изучио берберски занат и „докторију“, па се 1819. године вратио поново у Србију и отворио „берберски дућан“ у Београду.
Није тада била мала ствар бити писмен, а уз то знати и неколико страних језика, а он је познавао немачки, руски, касније научио и грчки и турски. Нићифору је било деветнаест година, али није била у питању само младалачка осионост, већ и то што није дао неписменим главешинама да га вређају и понижавају, па се свађао с њима и долазио у сукобе.
 Убрзо га је против његове воље узео кнез Милош за свог личног бербера и „хирурга“. На овој дужности издржао је четири године, и вештим лукавством успео је да побегне од Милошеве самовоље и понижавајућег понашања према њему, и крене на путовање. Кад се вратио у Србију, после Милошеве абдикације, није се више могао бавити „докторлуком“. Умро је у Пожаревцу педесетих година 19. века.
Ипак долазак и постављање нових школованих лекара текло веома споро. Први дипломирани доктор медицине, дошао је у Београд 1821. године. Био је то Наполитанац - карбонар др Вита Ромита, који је једно време био у пратњи турског гувернера Абдурахман-паше, да би касније прешао у Милошеву службу. Др Вито Ромита (1783–1828), Италијан, Наполитанац и карбонар, борац за уједињење Италије, долшао је из Цариграда 1823, као лекар београдског везира Абду-Рахмана, добио је на поклонио земљиште на Врачару у Београду, где је саградио кућу на спрат, докторову кулу. Био је васпитач Милошеве ћерке Јелисавете и Јевремове ћерке Симке. Лечио је и Јеленку, „малу госпођу“, и Гаврила (љубавницу кнеза Милоша и њеног сина). Задржао се у Крагујевцу до 1827. када је отишао у
Букурешт, а кућу и праксу у Београду оставио свом зету, др Куниберту, такође Италијану. (13, 18–20, 23).
Јеврем Обреновић, брат кнеза Милоша (који је од 1816. до 1831. године живео у Шапцу у својству команданта Дриносавске области), био је једини писмен од Обреновића, и један је од првих Обреновића заслужан за долазак страних путујућих лекара у Србију, јер је рано схватио значај здравствене заштите. Тако је по одобрењу, а на молбу кнеза Милоша, из Петроварадина у Шабац повремено долазио доктор Камбер ради лечења господара Јеврема, чланова његове породице и неких виђенијих грађана. Истим поводом је повремено из Крагујевца путова по Србији и сам доктор Вито Ремита, лични лекар кнеза Милоша.

### Лекари Грци и Цинцари
У Србији тог времена било је доста „путујућих лекара“- хећима, а највише Грка, жељних зараде. А било је и оних сумњивог образовања. Феликс Каниц, аустријски путописац, упознао је 1860. године у Нишу грчког лекара Милеријадиса, који је поседовао сумњиву диплому, као и његов колега војни лекар Цинцар, Закарије. 
Адолфо од Карамана, француски гроф, пролазећи кроз Ниш 1829. године, затекао је у њему путујућег доктора Француза.
Доносећи са собом старобалканске културе у полупразну и турским најездама опустошену Србију, лекари Цинцари ће Србији даровати занимања карактеристична за западну Европу. Тако ће први фармацеути-лекари бити управо Цинцари. Кнежева канцеларија им је издавала и „пасоше“ као веродостојне документе, да могу лечити народ по београдском пашалуку.
Први дипломирани лекари Грк који се задржао у Крагујевцу био је: др Константин Александриди, који је имао звање „доктора медицине и лекара књаза србског“, а радио је у Крагујевцу од 1819 до 1821. После само две године напустио је Србију „јер су му почели плату преко погодбе умањивати“.

### Лекари пречани
Трећа деценија 19. века веома је значајна за медицинске прилике у Србији. Цела Србија искрено је желелела да добије школоване лекаре. Вук Караџић је настојао да земља добије што више високошколованих људи, а посебно се залагао да буде више лекара. Међутим, многи „прекосавски“ људи били су неповерљиви према ослобођеној Србији, гледали су у њој оличење Турске, у којој човек није сигуран са својим животом ни са именом.
После одласка Грка Турака и Италијана, у Кнежевини Србији преовладавали су лекари из Хабсбуршке Монархије, међу којима и Срби лекари са територије данашње Војводине.
Према средини века у Србију је долазило све више лекара словенске народности: Чеха, Словака, Русина, Пољака. 
И онда када је од шездесетих година 19. века када је све више било нових генерације школованих Србијанаца лекара, страни лекараи и „лекари пречани“ још годинама су преовлађивали у лекарским редовима Кнежевине Србије. Многи од њих су се у Србији трајно настанили, засновали породице и својим радом значајно допринели њеном културном напретку.

Средином 19. века, у време панславизма и српског покрета у Јужној Угарској, Србија је за образоване људе из Аустријске царевине била привлачна земља. Она је још увек била вазална турска кнежевина, али са значајним степеном аутономије и грађанских права, опредељена да истраје на путу културног напретка и освајања потпуне слободе, или како је Србију представио Атанасије Николић у нацрту првог печата Друштва српске словесности: 
Привлачност Србије била је и у томе што је после петовековног турског ропства она била неистражена земља – читаво „необрађено поље“.
До 1839. године, у Кнежевини Србији је било школованих лекара само у Београду, Крагујевцу и Пожаревцу. Осим у овим местима, постојали су и гардијски лекари у градовима где су били стационирани делови Кнежеве гарде (Чачку, Карановцу и Ћуприји), као и у карантинима (Алексинцац, Рача, Радујевац) и лечилишту у Соко Бањи.
Један од најзначајнијих догађаја, везаних за историју здравства у тек основаној Кнежевини Србији предтављала је епидемија куге (у лето и почетком јесени 1837. године) коју су, из Египта и Мале Азије, у унутрашњост Балкана пренели турски војници (низами).14 Епидемија је преполовила становништво Ниша и Пирота, а крајем јула 1837. године, куга је прешла границу Кнежевине Србије (Ражањ и Алексинац). Успешно заустављање поменуте епидемије у Поморављу, указује на прилично брзу и ефикасну реакцију управе младе српске Кнежевине, која је успела да спречи ширење заразе ка унутрашњости Србије и већим градским насељима (Крагујевац, Пожаревац, Београд). Кључну улогу у заустављању епидемије одиграо је земунски лекар, др Карло Нађ, који је на позив кнеза Милоша дошао у Јагодину, и у периоду од августа до октобра 1837. године, обављао тежак и опасан посао на сузбијању заразе.

### Први српски лекари
Међу првим лекарима, Срби су успели да приволе младог лекара из Арада, др Јована Стејића, пештанског и бечког студента, да дође у Шабац 1829. године код господар Јеврема Обреновића и у постојећу болницу. Др Јован Стејић је тако постао први лекар Србин који је дошао на стални рад. Додуше у Шапцу се задржао само две године. Одласком господара Јеврема 1831. године у Београд с њим је и он отишао.
Потом је отишао код кнеза Милоша у Крагујевац за његовог личног лекара, што је Милош са великим задовољством прихватио. Наиме, први пут му је лекар био Србин те му нису били потребни преводиоци. 
Др Стејић је био заинтересован за журналистику и списатељство. У Бечу је издао практичну књигу под називом „Макробиотика“, а потом „Забаве за разум и срце“. За начелника санитета др Стејић је постављен 1840. Годину дана касније именован је за Државног секретара на ком положају га је и смрт затекла 1853. На крају ваља рећи да је доктор Стејић био међу оснивачима Друштва српске словесности потом и потпредседник.
После доктора Стејића, други страни лекар био је Солмон Аздријев, хирург који је дошао 1832. године. Др Аздријев није био задовољан својим пацијентима и одређеном платом, па се често писмено жалио кнезу Милошу.
Следећи лекар био је др Карло Пацек, рођен 1807. у Мађарској, медицинске студије завршио је у Пешти. Он је био пионир здравствене службе у Кнежевини Србији. Радио је у Шапцу, Београду и Крагујевцу, а код кнеза Милоша био је више саветник него лекар. На почетку 1834. дошао је у Шабац и у Суду шабачке општине сачинио уговор о постављењу за нахијског лекара. Касније је постављен за лекара дриносавске команде, што је претходило постаљењу за окружног физикуса.
Др Емерих Линденмајер је трећи лекар странац који је дошао у Србију и који је необично заслужан за развој војне и цивилне заштите у Србији.